# Singen (Hohentwiel) (stacja kolejowa)
Singen – główna stacja kolejowa w Singen (Hohentwiel), w kraju związkowym Badenia-Wirtembergia, w Niemczech, jest stacją końcową Gäubahn i Schwarzwaldbahn (Badenia). Posiada status 3. kategorii. Jest to ważny węzeł kolejowy o znaczeniu regionalnym.
Stacja zlokalizowana jest w centrum miasta, między Bahnhofstraße a Julius-Bührer-Straße.
Na stacji zatrzymują się pociągi Intercity-Express, InterCity, InterRegioExpress oraz osobowe (RegionalExpress).

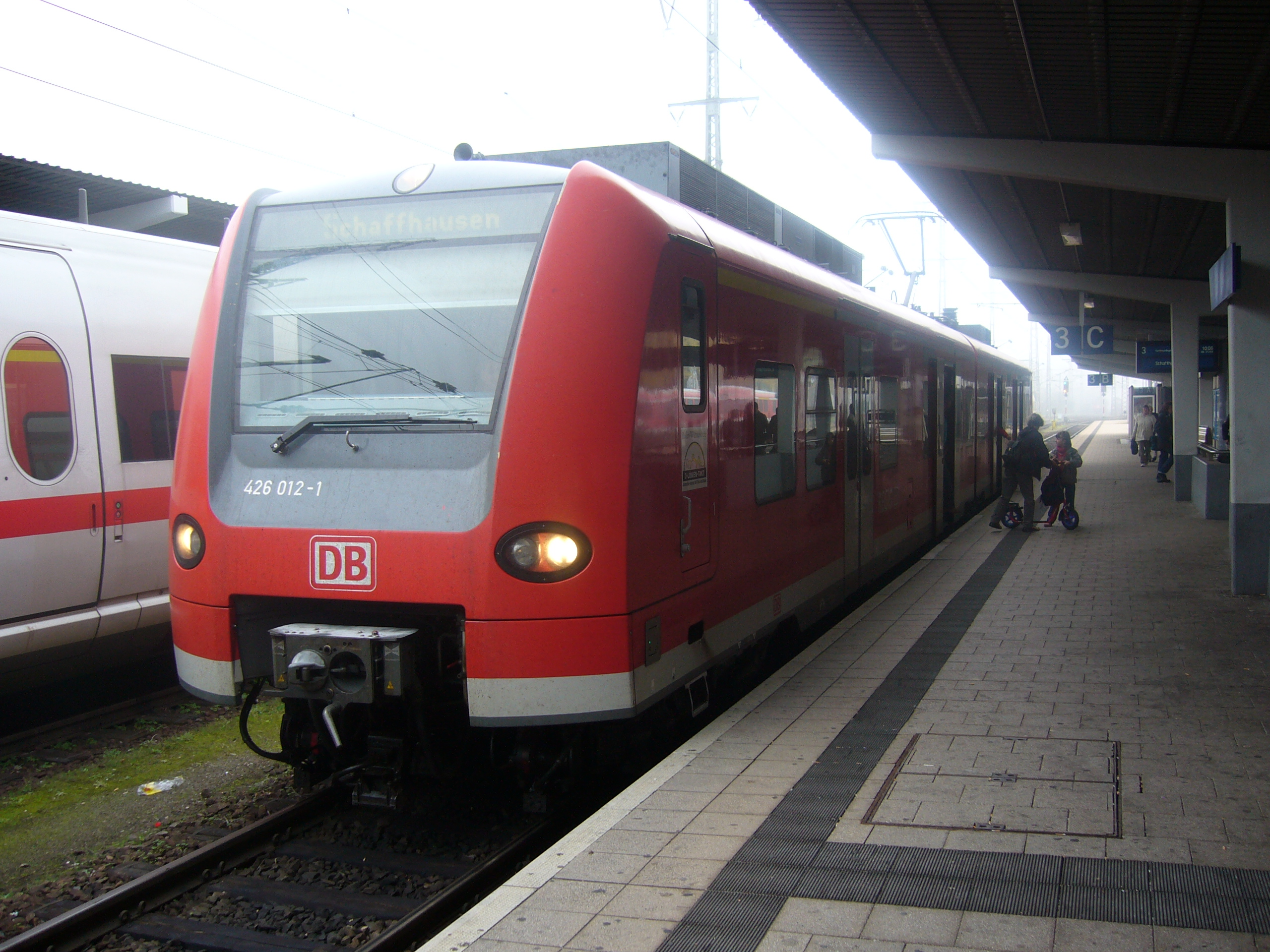
Pociąg regionalny na stacji Singen

## Połączenia
Wybrane połączenia do większych miast:
- Baden-Baden
- Bazylea
- Frankfurt nad Menem
- Hamburg
- Hanower
- Karlsruhe
- Stuttgart
- Szafuza
- Ulm
- Zurych

| Singen                                    |  |                                          |
| Linia Hochrhein                           |  |                                          |
| Gottmadingenodległość: 5,6 km             |  | Singen Industriegebiet odległość: 2,5 km |
| Linia Schwarzwald (Badenia)               |  |                                          |
| Singen-Landesgartenschauodległość: 2,9 km |  |                                          |
| Linia Gäu                                 |  |                                          |
| Singen-Landesgartenschauodległość: 2,9 km |  |                                          |